# メキシコ国鉄
メキシコ国鉄は、かつてメキシコにあった国有の鉄道会社である(「政府が運営する鉄道」ではない)。スペイン語ではFerrocarriles Nacionales de México、略称はNdeMまたはFNM。1938年から1998年まで存在し、のちに分割・民営化された。ただし、現在でも、インフラは政府が保有している。

## 国有化まで
メキシコ国鉄の設立そのものは1908年、ポルフィリオ・ディアス政権下においてである。当時、ヌエボ・ラレドやシウダー・フアレスといったアメリカ合衆国との国境の都市とメキシコシティとを結ぶ大規模な鉄道は政府が運営していた。当時の憲法には、石油等とともに、鉄道は国家によって独占されることが明記されていた(第28条)。そのため、民間会社が鉄道事業を行うことは想定しておらず、法が未整備の状態であった。
時代は下り、1938年に、ラサロ・カルデナス大統領はNdeMを国営企業とした。国営であるために、モータリゼーションが進んで旅客輸送が自動車やバスに転移しても、その恩恵に与れない低所得の人々のために、運賃が安い旅客列車(1990年代には荷物車と客車合わせて1~3両程度の列車が多かった)の運行を続けた。
それは需要のある貨物列車の本数を規制するというような非効率的な運営や近代化の遅れに直接繋がってしまった。　

## 民営化の始まり
1980年初頭、メキシコは経済政策の失策から国家的な経済的危機に陥った。政権交代で一時は回復するものの、1985年のメキシコ地震、そして翌1986年の原油価格下落から再び経済危機に直面。時のカルロス・サリナス・デ・ゴルタリ大統領は、対策として運輸政策の民営化を進めた。しかし、労組の反対やナショナリズム(かつて鉄道はイギリス資本に支配されていた)などから、機関車の保守工場の民営化等が行われたのみであった。1993年12月に制定された新外資法では大幅な外資の導入を可としたものの、鉄道は国家独占と規定されていた。
保守工場は、全国を5つの地域に分割し、下記の3つが民営化された。残る2つは国営のまま残った。
- 北東地域 - モリソン・ヌーデュセン
- 北東・中央・東地域 - GECアルストム
- 北・中央地域 - VMV

## 民営化の計画
続くエルネスト・セディージョ政権は、1994年末に起こったメキシコ・ペソ切り下げに起因する経済危機を乗り切るための緊急対策として、その民営化のペースを早めた。売却益は政府の財政収支改善と、国鉄職員の年金、道路整備に充てられることとされた。1995年1月には、憲法第28条を改正し、さらに5月には民営化の法的根拠となる鉄道サービス法を制定した。
民営化の計画は次のようなものであった。
- 路線を「太平洋北部」「北東」「南東」「支線」の4つに大別する。
- 地域別に3つに分割された長距離の鉄道を、入札方式で売却する。
- 外資の最大割合は49％とする。
- メキシコシティのターミナル会社を1つ設ける。株式は3つの長距離鉄道会社とメキシコシティ近郊の旅客輸送会社で4等分する。
- インフラは政府が保有するが落札した鉄道運営組織が50年間の通行権を持ち、かつ保守管理の義務を負う。

## 民営化の実際

### 北東鉄道
最初に入札にかけられたのは北東鉄道であった。1996年、メキシコ鉄道輸送(Transportación Ferroviaria Mexicana、TFM/Mexican Rail Transportation)が約111億メキシコ・ペソ(約1,600億円)で落札した。TFMは、メキシコの国営海運会社TMMが51％、アメリカのカンザス・シティ・サザン鉄道(KCS)が49％出資する会社であった。この割合は、前述の「外資の最大割合は49％」に基づいたものである。そして、翌1997年6月に、TFMに引き渡された。
2005年4月には、KCSがTFMの株式の大半を取得し、同年12月、TFMをカンザス・シティ・サザン・ド・メキシコと改称した。

### 太平洋北部鉄道
次に、太平洋北部鉄道が入札にかけられた。1997年6月、落札したのはフェロメックス(Ferromex)である。フェロメックスは、メキシコ有数の鉱山会社であるグルポ・メヒコが74％、アメリカのユニオン・パシフィック鉄道(UP)が26％出資する会社である。落札金額は39億メキシコ・ペソ(約590億円)であり、翌1998年2月に引き渡された。後述する旅客鉄道の運営も手がけ、メキシコ最大の鉄道運営組織である。

### 南東鉄道
最後に、南東鉄道が入札にかけられた。当初は南東部の鉄道すべてを売却する予定であったが、テワンテペク地峡を国に残し、残る路線を民営化することに変更された。1998年6月、メキシコ第二の建設会社でるトリバサ・グループ(Grupo Tribasa)を中心とするグループが28億9800万メキシコ・ペソ(約460億円)で落札し、フェロスールとした。このグループは、トリバサが55％、メキシコの金融グループであるインブルサ・グループ(Grupo Financiero Inbursa)が40％、アメリカの鉄道会社、オムニトラックスが残る5％を分担している。引き渡しは同年12月であった。その際、ユカタン半島の路線について、トリバサ・グループは購入しないことを決め、それ以外の路線を承継した。

### 支線・旅客輸送
各支線については、前述の承継会社や、ユーザーである鉱山会社が承継した。次に、支線の区間及び承継者を示す。
- オヒナガ〜トポロバンポ(チワワ太平洋鉄道を含む) - フェロメックス(2億5579万8850メキシコ・ペソ；約40億円。1997年6月)。
- ティフアナ〜テカテ（アメリカのサンディエゴと接続 - ティファナ通信運輸(7840万メキシコ・ペソ；約10億円1997年11月)。ただし、支払いできずに再度入札にかけられた。
- コアウイラ〜ドゥランゴ - 北鉄鋼グループとペニョーレス(1億8000万メキシコ・ペソ；約30億円。1997年11月)。

旅客輸送については、次に区間と承継者を示す(のちに一部は廃止)。
- メキシコシティ〜アピサコ - フェロスール
- テウアカン〜オアハカ - フェロスール
- テノシケ〜コアツァコアルコス〜イステペック〜タパチュラ - チアパス・マヤブ鉄道(Ferrocarril Chiapas Mayab SA de CV、FCCM)
- メキシコ〜ケレタロ - TFM
- チワワ〜ロスモチス(チワワ太平洋鉄道) - フェロメックス
- グアダラハラ〜テキーラ - テキーラエクスプレス

## その後の各鉄道の状況
国鉄を引き継いだ3つの鉄道運営組織のうち、フェロスールの親会社(正確にはそのまた親会社)がフェロメックスと同じとなり、経営統合を計画しているが、独占禁止法に抵触するとのかどで中断されている。
TFMは、株主の構成が変わり、カンザス・シティ・サザン鉄道の子会社となった。2005年12月には、名称をカンザス・シティ・サザン・ド・メキシコと改め、機関車の塗装スキームも変更されつつある。

## 日本とメキシコ国鉄
日本は、メキシコ国鉄に対して以下のような技術支援を行ってきた。
- 近郊鉄道計画(1979年)
  - メキシコシティ〜ケレタロ間(244km)、ケレタロ〜イラプアト間(95km)の電化計画に対し、指導・助言を行う。
- 幹線鉄道電化計画(1980年)
  - 前述の区間について、メキシコ政府はフランスのコンサルタント会社に設計・調査等を依頼した。それらについて、技術上の指導・助言を行う。1981年には工事が着手されたが、経済危機のため工事は中断。1990年代になって工事は再開され、1994年に開業した。
- グアナフアト州高速鉄道開発計画(1982〜1983年)
  - バヒオ工業回廊沿いの、アパセオ・エル・グランデ〜サン・フランシスコ・デル・リンコン間(170km)に旅客専用鉄道を敷設する計画の調査を行った。州知事の交代、また同区間に高速道路計画が進展したこともあり、計画は中断された。
- メキシコ国鉄電化計画(1991年)
  - メキシコシティ〜ベラクルス間の電化計画の調査。調査中に国鉄の総裁が交代し、計画は中止された。

また、資金協力(政府開発援助)も行っている。
- 国鉄機関車修復計画1(1991年)
  - 国鉄の機関車60両の修復用機材を購入し、メキシコ国鉄内の工場で修復するプロジェクト。同年、予定通り終了。
- 国鉄機関車修復計画2(1992年)
  - 前述の計画同様、71両に対してのプロジェクトであったが、国鉄の工場が民営化されることになったことなどより、実施は2年延期され、やがて国鉄が民営化されたため、この計画は実施されずに終わった。